# Vlag van Pohnpei

Vlag van Pohnpei

De vlag van Pohnpei bestaat uit een blauw veld met in het midden elf witte vijfpuntige sterren boven een beker, dit alles tussen twee takken van de kokospalm. De elf sterren staan voor de elf gemeenten die Pohnpei in 1993 had toen de vlag in gebruik werd genomen. De beker is gemaakt van een kokosnoot en heeft een ceremoniële functie.

## Oude vlag

Vlag van Pohnpei, 1977-1992

Tussen 1977 en 1992 was er een vlag met zes sterren in gebruik, overeenkomstig het aantal gemeenten van toen. Ook het ontwerp van de beker, de bladeren en de achtergrond verschilde met de vlag die in 1993 in gebruik werd genomen.
De vlag van 1977 was de eerste vlag van Pohnpei. In 1976 werd een wet aangenomen waarin de ingebruikname van een vlag werd geregeld. Vervolgens werd een ontwerpwedstrijd uitgeschreven, die werd gewonnen door de student Rosendo Alex. Zijn ontwerp werd in december 1977 aangenomen.